# Haven (série télévisée)
Pour les articles homonymes, voir Haven.
Haven est une série télévisée américano-canadienne en 78 épisodes de 42 minutes, créée par Sam Ernst et Jim Dunn, librement inspirée du roman Colorado Kid de Stephen King et a été diffusée du 9 juillet 2010 au 17 décembre 2015 sur Syfy aux États-Unis et du 12 juillet 2010 au 20 décembre 2015 sur Showcase au Canada.
En France, la série est diffusée depuis le 26 octobre 2010 sur Syfy France ainsi que depuis le 5 novembre 2011 sur NT1 sous le titre Les Mystères de Haven, au Québec, depuis le 9 juin 2011 sur AddikTV et rediffusée depuis le 13 octobre 2019 à Séries+. En Suisse et en Belgique, elle est aussi disponible sur Syfy France. Toutefois, la Belgique bénéficie également d’une diffusion sur Plug RTL pour les saisons 1 à 3.

## Synopsis
L'astucieuse agent du FBI Audrey Parker est ouverte aux possibilités d'une réalité paranormale, dû à son passé perdu. Quand elle arrive dans la petite ville d'Haven, dans le Maine, pour une affaire de routine, elle se retrouve rapidement mêlée au retour des « phénomènes » surnaturels qui affectent la ville comme autrefois. De plus, elle trouve une coupure de presse qui peut peut-être la relier à cette ville et à la mère qu'elle n'a jamais connue.

## Distribution

### Acteurs principaux
- Emily Rose (VF : Laura Blanc) : Audrey Parker / Lucy Ripley / Sarah Vernon / Lexie DeWitt / Mara / Paige
- Lucas Bryant (VF : Jean-Alain Velardo) : Nathan Wuornos
- Eric Balfour (VF : Jérémy Bardeau) : Duke Crocker
- Nicholas Campbell (VF : Achille Orsoni) : chef Garland Wuornos (principal saison 1, invité saisons 2 et 3)

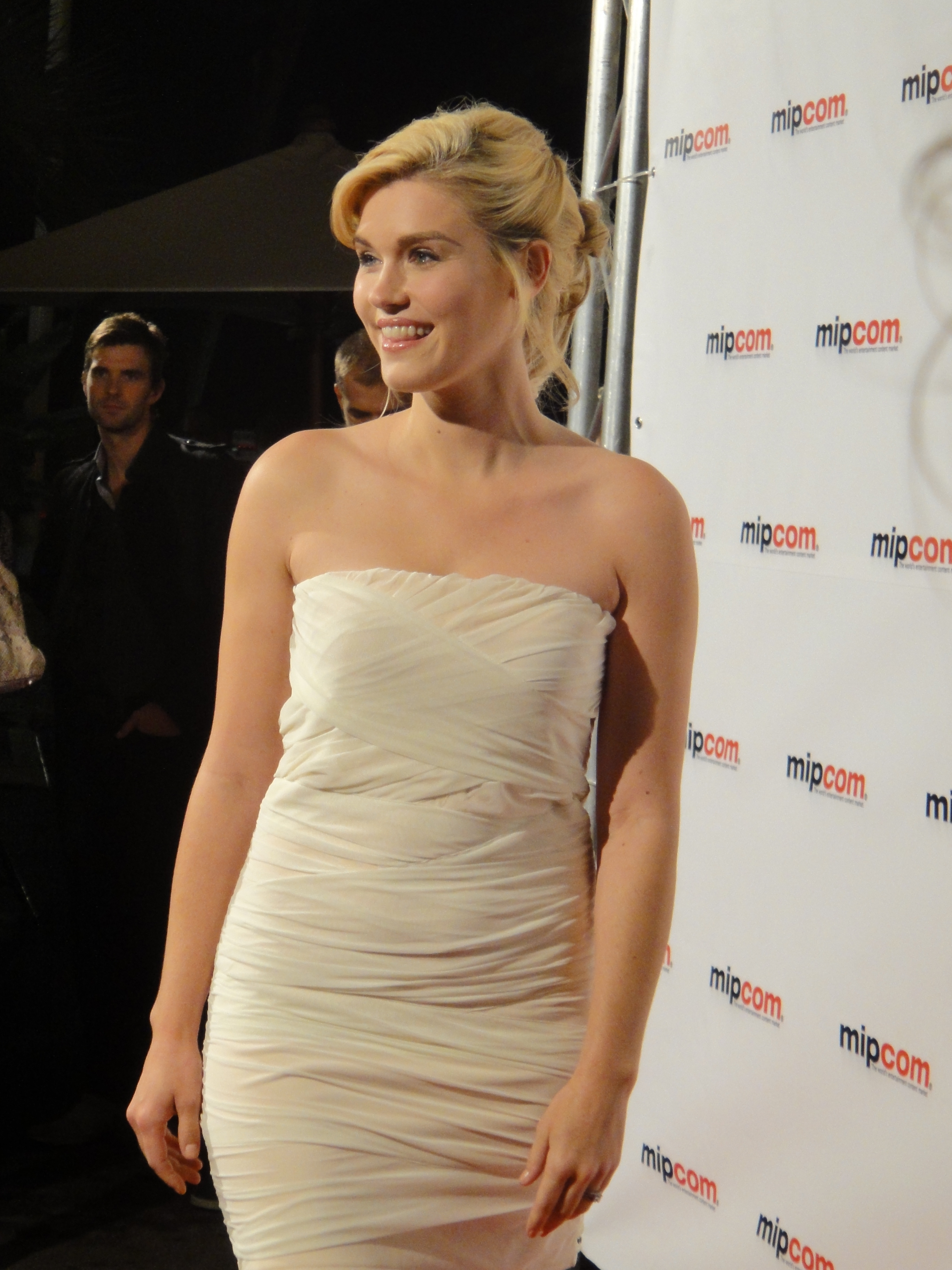
Emily Rose interprète Audrey Parker / Lucy Ripley / Sarah Vernon / Lexie DeWitt / Mara / Paige
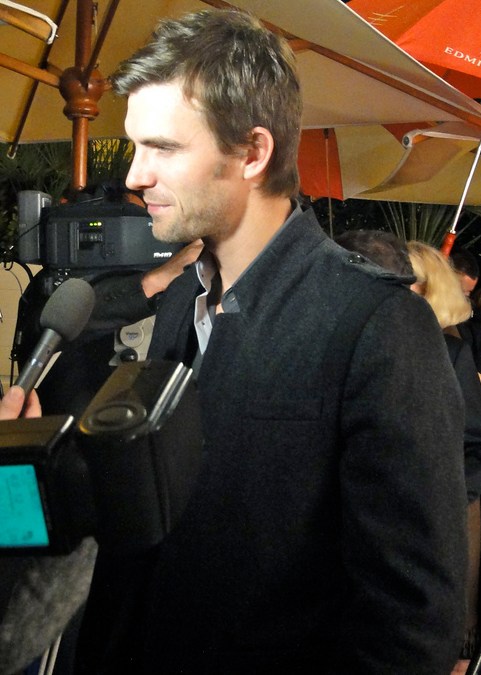
Lucas Bryant interprète Nathan Wuornos
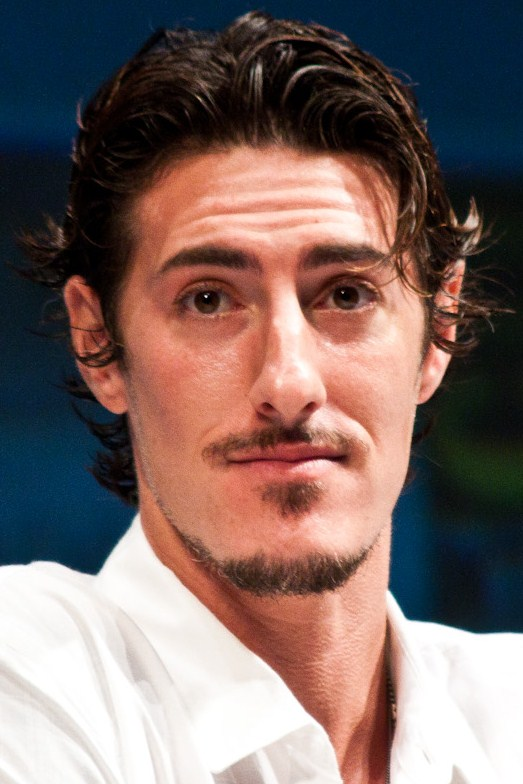
Eric Balfour interprète Duke Crocker
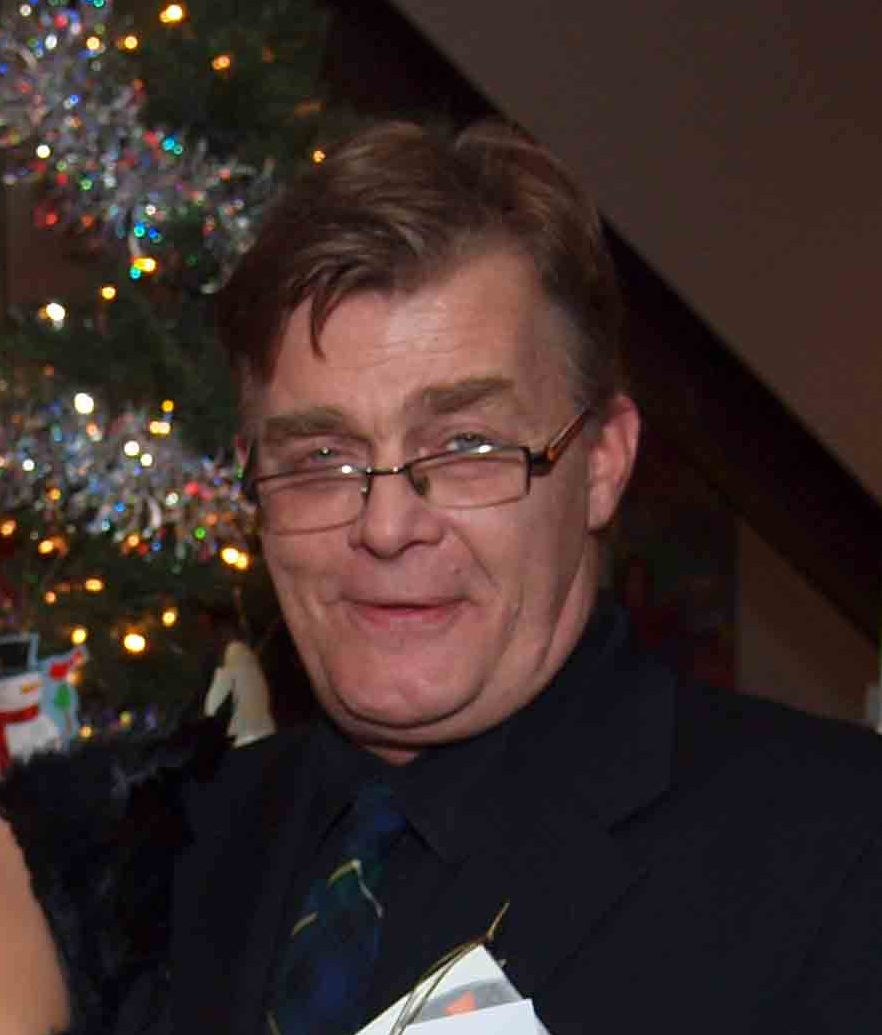
Nicholas Campbell interprète le chef Garland Wuornos

### Acteurs récurrents
- Mary-Colin Chisholm (en) (VF : Sylvie Genty) : Eleanor Carr (saison 1)
- Michelle Monteith (VF : Julie Dumas) : Julia Carr (saison 1)
- Anne Caillon : Jess Minnion (saison 1)
- Richard Donat (en) (VF : Thierry Murzeau) : Vince Teagues (saisons 1 à 5)
- John Dunsworth (VF : Jean-Pierre Becker) : Dave Teagues (saisons 1 à 5)
- Stephen McHattie (VF : Marc Alfos) : le révérend Ed Driscoll (saisons 1 et 2)
- Molly Dunsworth : Vicki Dutton (invitée saison 1, récurrente saisons 4 et 5)
- Maurice Dean Wint (VF : Jean-Louis Faure) : agent spécial du FBI Howard (récurrent saisons 1, 2, 3 et invité saison 5)
- Adam Copeland, « Edge » (VF : Éric Marchal) : Dwight Hendrickson (saisons 2 à 5)
- Kathleen Munroe (VF : Céline Ronté) : Audrey Parker (#2) (invité saison 1, récurrente saison 2)
- Vinessa Antoine (VF : Fily Keita) : Evidence « Evi » Ryan (saison 2)
- Jason Priestley (VF : Luq Hamet) : Chris Brody (récurrent saison 2, invité saison 5)
- Kate Kelton (en) (VF : Lydia Cherton) : Jordan McKee (saisons 3 et 4)
- Bree Williamson (en) (VF : Laura Préjean) : Dr Claire Callahan (saison 3)
- Dorian Missick (en) (VF : Namakan Koné) : Tommy Bowen (saison 3)
- Stefani N. Deoul : Laverne, standardiste de la police de Haven
- Laura Vandervoort (VF : Barbara Beretta) : Arla Cogan (saison 3)
- Christopher Shore (VF : Yann Guillemot) : Dr Lucassi (invité saisons 1, 2 et 4, récurrent saison 3)
- Steve Lund (VF : Benoît DuPac) : James Cogan alias le Colorado Kid (saison 3)
- Colin Ferguson (VF : Philippe Vincent) : William (saisons 4 et 5)
- Christian Camargo (VF : Thomas Roditi) : Wade Crocker, demi-frère de Duke (saison 4)
- Emma Lahana (VF : Olivia Luccioni) : Jennifer Mason (saison 4)
- Kirsty Hinchcliffe (VF : Catherine Desplaces) : Rebecca Rafferty (saisons 4 et 5)
- Jayne Eastwood (VF : Jocelyne Darche) : Gloria Verrano (saisons 4 et 5)
- Kris Lemche (VF : Yoann Sover) : Seth Byrne (invité saison 4, récurrent saison 5)
- Laura Mennell (VF : Adeline Forlani) : Dr Charlotte Cross (saison 5)
- Jason Reso (VF : Marc Saez) : McHugh (saison 5)
- Tamara Duarte : Hailie Colton (saison 5)
- Gabrielle Trudel (VF : Clara Quilichini) : Lizzie Hendrickson (saison 5)
- William Shatner : Croatoan (saison 5)
Version française
  - Société de doublage : Studio Woods TV[6],[7] (saisons 1 à 4) / Studio Chinkel (saison 5)
  - Direction artistique : Stanislas Forlani[6],[7]
  - Adaptation des dialogues : Audrey Bernière, Vincent Bonneau, Thibault Longuet, Anthony Panetto (4 épisodes[8]), Ludovic Torréton, Carsten Toti[7]
  - Enregistrement et mixage : Studio Anaphi[7] (saison 1)

 Source et légende : version française (VF) sur RS Doublage et Doublage Séries Database

## Production

### Développement
En septembre 2009, Entertainment One annonce le projet d'une série télévisée inspirée du roman, Colorado Kid, de Stephen King avec une commande de treize épisodes. En novembre de la même année, la chaîne américaine Syfy acquiert les droits de la série puis en mars 2010, CanWest Global Communications obtient aussi les droits pour la chaîne canadienne Showcase.
La série devait tout d'abord être produite pour les chaînes payantes dans le monde, hormis le Canada et la Scandinavie.
Le pilote a été écrit par Sam Ernst et Jim Dunn.
Lors du renouvellement de la série pour une deuxième saison, l'annonce a été faite un jour avant la fin de la première saison qui s'est terminée le 8 octobre 2010 aux États-Unis.
Le 12 octobre 2011, la série a été renouvelée pour une troisième saison de treize épisodes.
Le 9 novembre 2012, la série a été renouvelée pour une quatrième saison de treize épisodes.
Le 28 janvier 2014, la série a été renouvelée pour une cinquième saison de vingt-six épisodes (les treize premiers seront diffusés en 2014 et les treize épisodes suivants en 2015).
Le 18 août 2015, la série a été arrêtée pour faute d'audiences. Toutefois, Syfy diffusera la deuxième partie de la saison 5 qui débutera le 8 octobre 2015. Le site TVLine confirme l'annulation de la série par l'annonce officielle de Syfy. Le créateur de la série a par ailleurs ajouté que si un autre réseau était susceptible d'être intéressé par la reprise de la production que cela ne gênerait en rien les fans car la fin est ouverte.

### Distribution des rôles
En février 2010, l'actrice Emily Rose a été recrutée pour le rôle principal d'Audrey Parker. Puis, Eric Balfour et Lucas Bryant ont été choisis en mars de la même année.
L'actrice Bree Williamson a obtenu un rôle principal pour la troisième saison.
En juillet 2012, Nolan North et Claudia Black ont obtenu un rôle lors de la troisième saison.
En août 2013, Colin Ferguson, Christian Camargo et Emma Lahana intègrent la distribution de la série avec un rôle récurrent lors de la quatrième saison.
En juin 2014, Laura Mennell intègre la distribution de la série avec un rôle récurrent lors de la cinquième saison.

### Tournage
La série est tournée à Chester, Halifax, Hubbards, Lunenburg, Mahone Bay et Northwest Cove, en Nouvelle-Écosse, au Canada.
Le front de mer de la ville de Haven est celui de Lunenburg.
Le phare de la série est celui de Battery Point, à Lunenburg.[réf. nécessaire]
Les scènes filmées dans le restaurant proviennent du « The Grey Gull » à Northwest Cove, sur la route 329, direction de The Lodge et Mill Cove, en Nouvelle-Écosse.[réf. nécessaire]
Le tournage de la troisième saison a commencé en avril 2012.
La tournage de la quatrième saison a débuté le 8 mai 2013 à Halifax, en Nouvelle-Écosse, au Canada.

### Fiche technique
- Titre original : Haven
- Titre français : Haven (Les Mystères de Haven, titre sur NT1)
- Création : Sam Ernst, Jim Dunn librement inspire du roman de Stephen King, Colorado Kid
- Réalisation : T. W. Peacocke, Tim Southam, Robert Lieberman, Lee Rose et Rachel Talalay
- Scénario : Jim Dunn, Sam Ernst, Stephen King, Matt McGuinness, Charles Ardai, Ann Lewis Hamilton et Jose Molina
- Direction artistique : Terry Quennell
- Décors : Jennifer Stewart
- Costumes : Jeanie Kimber et Antoinette Messam
- Photographie : Eric Cayla
- Montage : Neil Grieve, Teresa De Luca, Jean Coulombe, Debbie Berman et Cindy Fret
- Musique : Shawn Pierce
- Casting : Shawn Dawson, Stephanie Gorin et Sheila Lane
- Production : Charles Ardai (en), Stefanie Deoul, Jonathan Abrahams et Gabrielle G. Stanton
- Production exécutive : Jim Dunn, Sam Ernst, Noreen Halpern, Ginny Jones Duzak, David MacLeod, John Morayniss, Shawn Piller, Lloyd Segan, Scott Shepherd, Laszlo Barna et Matt McGuinness ; Jose Molina et Adam Fratto (coproducteur exécutif)
- Sociétés de production (télévision) : Entertainment One, Big Motion Pictures, Piller / Segan / Shepherd, Universal Networks International et CanWest Global Television Network
- Sociétés de distribution :

Entertainment One (distributeur mondial)
Syfy (États-Unis)
CanWest Global Communications pour Showcase (Canada)
- Pays d'origine :  États-Unis et  Canada
- Langue originale : anglais américain et canadien
- Format : couleur - 35 mm - 1,78:1 - son stéréo
- Genre : série dramatique, surnaturel, fantastique
- Durée : 42 minutes

 Sauf indication contraire, les informations mentionnées dans cette section peuvent être confirmées par la base de données cinématographiques IMDb,  présente dans la section « Liens externes ».

## Épisodes
La série est composée de quatre saisons de treize épisodes chacune ainsi qu'une cinquième de 26 épisodes.
| Saison | Nombre d'épisodes (par saison) | Diffusion originale | Diffusion originale | Diffusion originale |
| Saison | Nombre d'épisodes (par saison) | Jour et heure       | Début de saison     | Fin de saison       |
| ------ | ------------------------------ | ------------------- | ------------------- | ------------------- |
| 1      | 13                             | Vendredi 22 h       | 9 juillet 2010      | 8 octobre 2010      |
| 2      | 13                             | Vendredi 22 h       | 15 juillet 2011     | 6 décembre 2011     |
| 3      | 13                             | Vendredi 22 h       | 21 septembre 2012   | 17 janvier 2013     |
| 4      | 13                             | Vendredi 22 h       | 13 septembre 2013   | 13 décembre 2013    |
| 5      | 26                             | Vendredi 22 h       | 11 septembre 2014   | 17 décembre 2015    |

## Univers de la série

### Personnages
Audrey Parker
Agent du FBI qui choisit d’être mutée dans le commissariat de Haven pour découvrir ce qu'il se passe dans cette ville et retrouver ses racines. Elle est immunisée contre les affections (Nathan ressent son contact).
Nathan Wuornos
Il est le fils du chef de la police d'Haven. Il souffre de neuropathie idiopathique. Il ne s'entend pas du tout avec Duke Croker au départ, puis avec le temps, ils deviennent amis.
Duke Croker
Contrebandier de grande réputation, il hérite du Grey Gull par l'un de ses amis. Sa malédiction à lui est très particulière, quand il tue une personne son affection disparaît définitivement et celle de sa famille aussi.